# Allau humana del Loveparade
L'allau humana del Loveparade va ser un accident generat pel pànic que tingué lloc durant la celebració del festival de música electrònica Love Parade del 24 de juliol del 2010 a Duisburg, Rin del Nord-Westfàlia (Alemanya). Van morir 21 persones i com a mínim 511 persones van quedar ferides, tot i que inicialment es van comptabilitzar uns 300 ferits.
El Love Parade és un festival popular d'accés gratuït que es va iniciar el 1989 a Berlín, Alemanya. L'edició del 2010 era la primera en la qual el festival tenia lloc en un recinte tancat. S'esperava que fins a 1,4 milions de persones assistissin a l'esdeveniment i s'havien convocat a 3.200 policies.
El festival de música era un dels actes inclosos al programa RUHR.2010 que organitzava els esdeveniments culturals a l'àrea del Ruhr, perquè aquest any la ciutat alemanya d'Essen era la Capital Europea de la Cultura.

## Incident

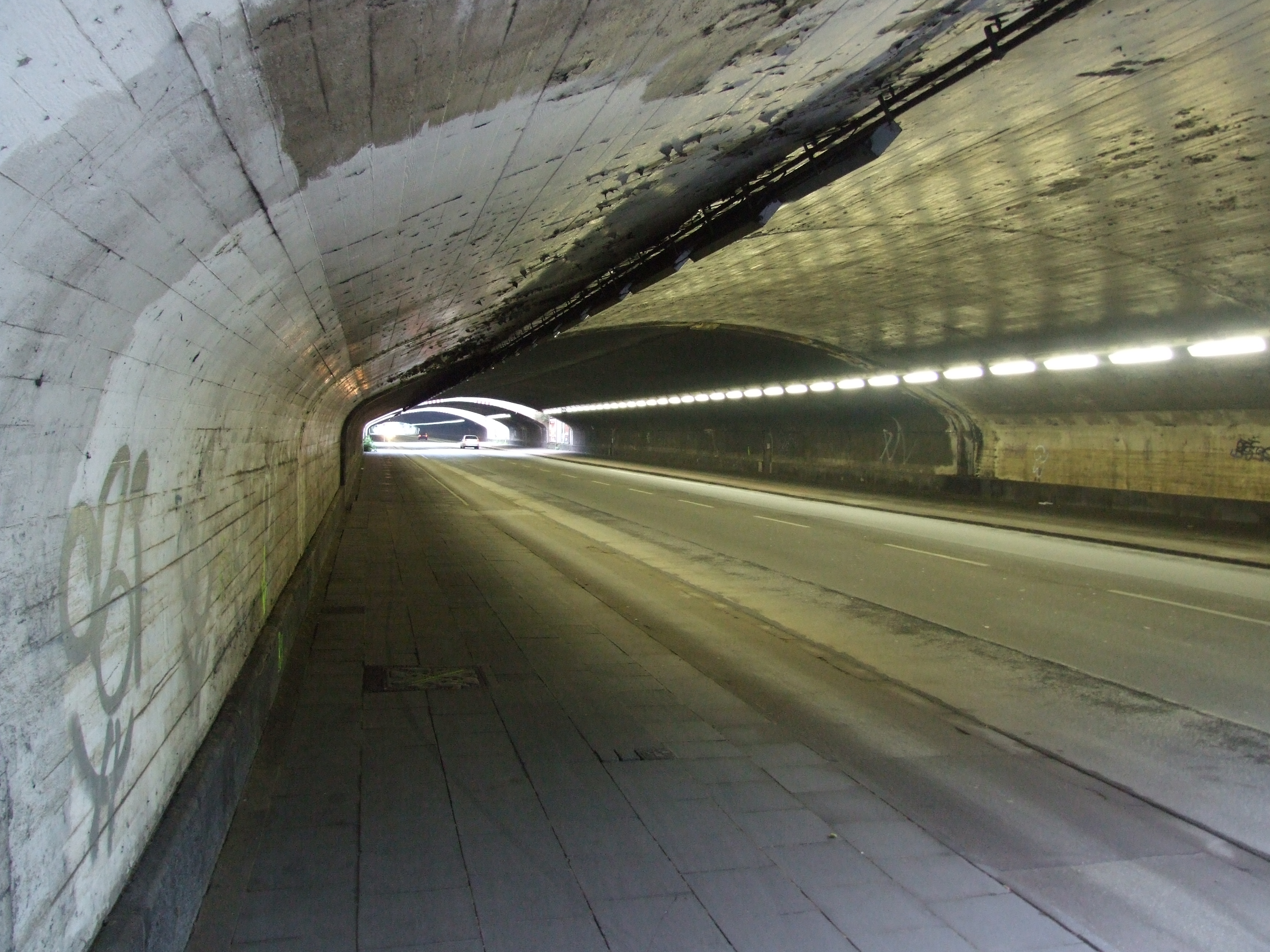
Una fotografia del 2008 del túnel on va tenir lloc el desastre.

L'esdeveniment va tenir lloc en una antiga estació de ferrocarril de mercaderies. La capacitat de la localització coberta es limitava a 500.000 com a màxim, però s'esperaven com a mínim un milió de visitants, per l'experiència d'anys anterior. Comentaristes de Der Westen, un diari local, havien advertit del desastre que podria ocórrer dos dies abans de l'esdeveniment.
L'entrada era a les 14:00 CEST. Entre 100.000 i 200.000 persones per hora entraven al túnel de 20 metres d'ample. El túnel era l'única entrada i sortida de l'àrea del festival. Al voltant de les 17:00, just abans que l'acte final del dia hagués de començar, el túnel s'abarrotava i ocorria el pànic.
L'àrea es va començar a barrotar i la policia de l'entrada va començar a anunciar mitjançant els altaveus que les persones que acabaven d'arribar haurien de girar i marxar. El costat del túnel que era l'entrada estava tancat i la gent continuava accedint pel darrere, malgrat que se'ls digués que estava tancat. Una allau humana ocorregué quan el túnel es tornava a barrotar.

## Seqüeles
| Nacionalitat         | Morts |
| -------------------- | ----- |
| Alemanya             | 14    |
| Catalunya            | 2     |
| Països Baixos        | 1     |
| Austràlia            | 1     |
| R.P. de la Xina      | 1     |
| Itàlia               | 1     |
| Bòsnia i Hercegovina | 1     |
| Total                | 21    |

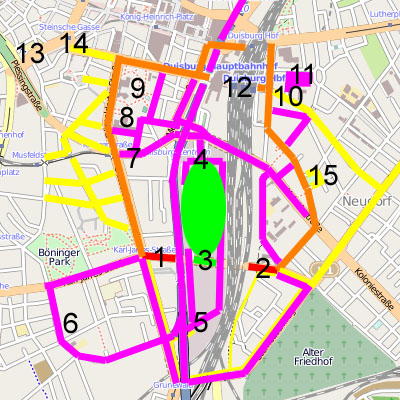
Plànol de la zona de l'esdeveniment.
Accessos de seguretat
Accessos previstos
Accessos usats en realitat
Accessos per a emergències
Àrea del festival
1 - Accés de seguretat oest
2 - Accés de seguretat est
3 - Accés principal
4 - Accés VIP i sortida d'emergència nord
5 - Servei mèdic i sortida d'emergència sud
6 - Hospital
7 - Accés VIP i servei mèdic
8 - Servei mèdic central
9 - Heliport
10 - Servei mèdic
11 - Heliport
12 - Estació central de ferrocarril
13 - Estació central d'autobusos i metro
14 - Escenari secundari
15 - Escenari secundari

La policia va decidir no tancar l'esdeveniment, tement que fer això podria fer esclatar una altra reacció de pànic. L'autopista pròxima A59 es va tancar i només funcionava com a ruta d'accés per als mitjans d'urgències.
Entre les 21 víctimes (13 dones i 8 homes) 14 eren alemanys, dues catalanes, Clara Zapater Caminal (Tarragona, 1988) i Marta Acosta Mendoza (Cambrils, 1989), una dona xinesa de 38 anys que vivia a Alemanya, un home de 22 dels Països Baixos, una dona de 21 d'Itàlia, una persona de Bosnia i Hercegovina, i una dona de 27 d'Austràlia. Setze d'ells van morir durant l'accident i quatre a l'hospital. La policia alemanya i el fiscal de l'Estat han obert una investigació oficial.
Durant una conferència de premsa el 25 de juliol, l'organitzador Rainer Schaller manifestava que mai més no hi haurà una altra Loveparade, per respecte als que han perdut les seves vides. Va manifestar que "la Loveparade sempre ha estat una festa alegre i pacífica, però en el futur sempre estarà eclipsada pels esdeveniments".

## Reaccions
La cancellera alemanya Angela Merkel va emetre de pressa una declaració dient que estava "sangglaçada i entristida per la pena i el dolor". El President d'Alemanya Christian Wulff també expressava el seu condol a les víctimes de la tragèdia que havia "provocat mort, pena i dolor enmig d'un festival pacífic de gent jove alegre de molts països. ... Els meus pensaments són amb les víctimes de la tragèdia i amb tota la seva família i amics".
El 2012 els ciutadans de Duisburg van celebrar un referèndum per cessar el seu alcalde que va deixar el càrrec el mateix any.

## Judici
L'Audiència de Duisburg va prendre declaració a més de 3.000 testimonis i va revisar més de 1.000 hores d'imatges de les càmeres de vigilància i dels telèfons dels assistents. Finalment, l'abril de 2016, va desestimar l'obertura del judici. Es va dir que l'informe de la fiscalia era poc acurat. Més endavant tant la fiscalia com l'acusació particular van presentar recurs a Düsseldorf, que el 2017 va fallar a favor dels demandants. El judici va començar el 8 de desembre de 2017. Es va celebrar al Palau de Congressos de Düsseldorf degut a la necessitat d'una sala on poder encabir unes 500 persones, entre familiars, acusats i afectats.

## Cultura popular
El 2010 es va publicar la cançó Remeber Love, produïda per Paul Van Dyk, Paul Oakenfold, i Armin Van Buuren i els beneficis van anar a parar a les famílies dels afectats. L'incident és mencionat també al documental de 2011 Life in a Day. El 2014 la banda de rock Axxis va publicar una cançó titulada 21 Crosses, on es demanava que continués la investigació sobre els fets i al final es recitaven el nom de les 21 víctimes mortals.